# Карагоз (аэродром)
Аэродром Первомайское (Карагоз) - аэродром авиации общего назначения на востоке Крыма, ранее принадлежал Министерству обороны СССР, базировались различные части авиации Черноморского флота, затем авиация ДОСААФ. В 1984 году на аэродроме проводился Второй Всесоюзный смотр-конкурс самодельных летательных аппаратов (СЛА), организованный ЦК ВЛКСМ, Министерством авиационной промышленности и ЦК ДОСААФ. В 2016 году аэродром отдан в аренду ООО "Город авиаторов" на 25 лет, проводятся международные соревнования по воздухоплаванию на тепловых аэростатах.

## Данные аэродрома
- Военный индекс: XKFX/ЬКФЬ.
- ВПП 13/31
  - Ширина 58 м
  - Длина 1300 м
- МПУ 125°/305°
- ИПУ 132°/312°
- Покрытие — твёрдое (железобетон)
- Освещение аэродрома — нет

## Из истории аэродрома
Аэродром был построен перед Велкикой Отечественной войной за окраиной села Караго́з.
С 1940 года на аэродроме Карагоз базировались 1-я и 2-я авиационные эскадрильи 2-го минно-торпедного авиационного полка ВВС ЧФ. На вооружении полка стояли самолёты ДБ-3Ф. К началу боевых действий этот аэродром стал базовым для полка, впрочем, боевые вылеты совершались с оперативных аэродромов на территории Крыма, целесообразно сложившейся обстановки. Уже к осени полк понёс тяжёлые потери и был выведен в тыл на отдых и доукомплектование, и после этого он на свой аэродром не возвращался.
Во время оккупации Крыма на аэродроме находилась основная база бомбардировщиков Люфтваффе.
В 1951 году аэродром «Карагоз» был определён как место базирования лётно-испытательной станции авиации ВМФ. Позднее эта часть была преобразована в лётно-испытательный центр противолодочного оружия. В середине 50-х годов он перебазировался на только что построенный аэродром Кировское.
С 1962 года аэродром использовался для воздушно-десантной подготовки личного состава 10-й отдельной бригады специального назначения Главного разведывательного управления (10-я ОБрСпн ГРУ СССР), в/ч 65564, которая дислоцировалась недалеко от аэродрома, на окраине с. Первомайское. Для прыжков с парашютом на аэродром перелетали десантно-транспортные вертолёты.
Всесоюзный смотр-конкурс СЛА в 1984 году.
В 1984 году с 5 по 15 сентября на аэродроме проводился Второй Всесоюзный смотр-конкурс СЛА, организованный ЦК ВЛКСМ, Министерством авиационной промышленности и ЦК ДОСААФ. В конкурсе участвовало 42 летательных аппарата: 14 самолётов, 2 гидросамолёта, 1 самолёт-амфибия, 1 вертолёт, 2 автожира, 4 планёра, 2 дельтаплана, 4 мотопланёра, 11 мотодельтапланов и 1 параплан. К полётам были допущены 32 летательных аппарата.
В начале 90-х годов на Карагозе базировалась техника ДОСААФа (Ан-12, Ми-6, спортивные Яки, 2 вертолёта французского производства).
С 15 сентября 2016 года аэродром был отдан в аренду на 25 лет аэроклубу «Город авиаторов», лётное поле использовалось для полётов на воздушных шарах (аэростатах).